# Ділнарін Демірбаг
Ділнарін «Ді» Демірбаг (тур. Dilnarin «Dee» Demirbağ; 14 листопада 1973, Кірван, Туреччина) — шведська танцюристка, співачка, модель курдського походження.

## Життєпис
Народилася 14 листопада 1973 року у Кірвані, невеличкому селі на сході Туреччини.
1976 року родина Ділнарін переїхала до Швеції. Зростала у містах Карлстад і Уппсала.
Мешкає в Стокгольмі, Швеція. Цікавиться бойовими мистецтвами, зокрема кікбоксингом.

## Кар'єра
У середині 1990-х розпочала кар'єру танцюристки, співачки та фотомоделі.
1995 року знялася у трьох епізодах шведського комедійного телесеріала «НайлСіті 105,6» у ролі другого плану.
Значна частина успіху Ділнарін пов'язана з її участю з 1994 року у шведському євроденс-гурті E-Type як професійної танцюристки та номінальної беквокалістки (більшість музичних відео, а також виступи в телешоу та концертах; фактичними виконавицями жіночих партій були такі скандинавські вокалістки, як Нана Гедін, Тереза Льоф, Лінда Андерссон).
1998 року танцювала у шведському телевізійному ігровому шоу Стаффана Лінга «Stadskampen», в якому гурт «E-Type» брав участь як запрошені артисти.
2000 року підписала контракт із Stockholm Records на сольний проєкт і випустила дебютний сингл «All the Way Up», а потім сингл «Want You to Go».
2001 року покинула E-Type, але з 2005 року гастролювала з гуртом на більшості концертів.
Розпочала кар'єру персональної стилістки-іміджмейкерки та шоперки.
2008 року знялася у двох сезонах шведського комедійного телесеріала «Локеш» як запрошений актор.

## Родина
Сестри — шведська поп-співачка Ділба і журналістка Ділша Демірбаг-Стен; брат — Ассан.

### Фільмографія
| Рік  |   | Українська назва | Оригінальна назва | Роль                                |
| ---- | - | ---------------- | ----------------- | ----------------------------------- |
| 2008 | с | Локеш            | Locash            | Ді (запрошений актор, 1 і 2 сезони) |
| 1995 | с | НайлСіті 105,6   | NileCity 105,6    | роль другого плану, 3 епізоди       |